# Карборунд (материал)

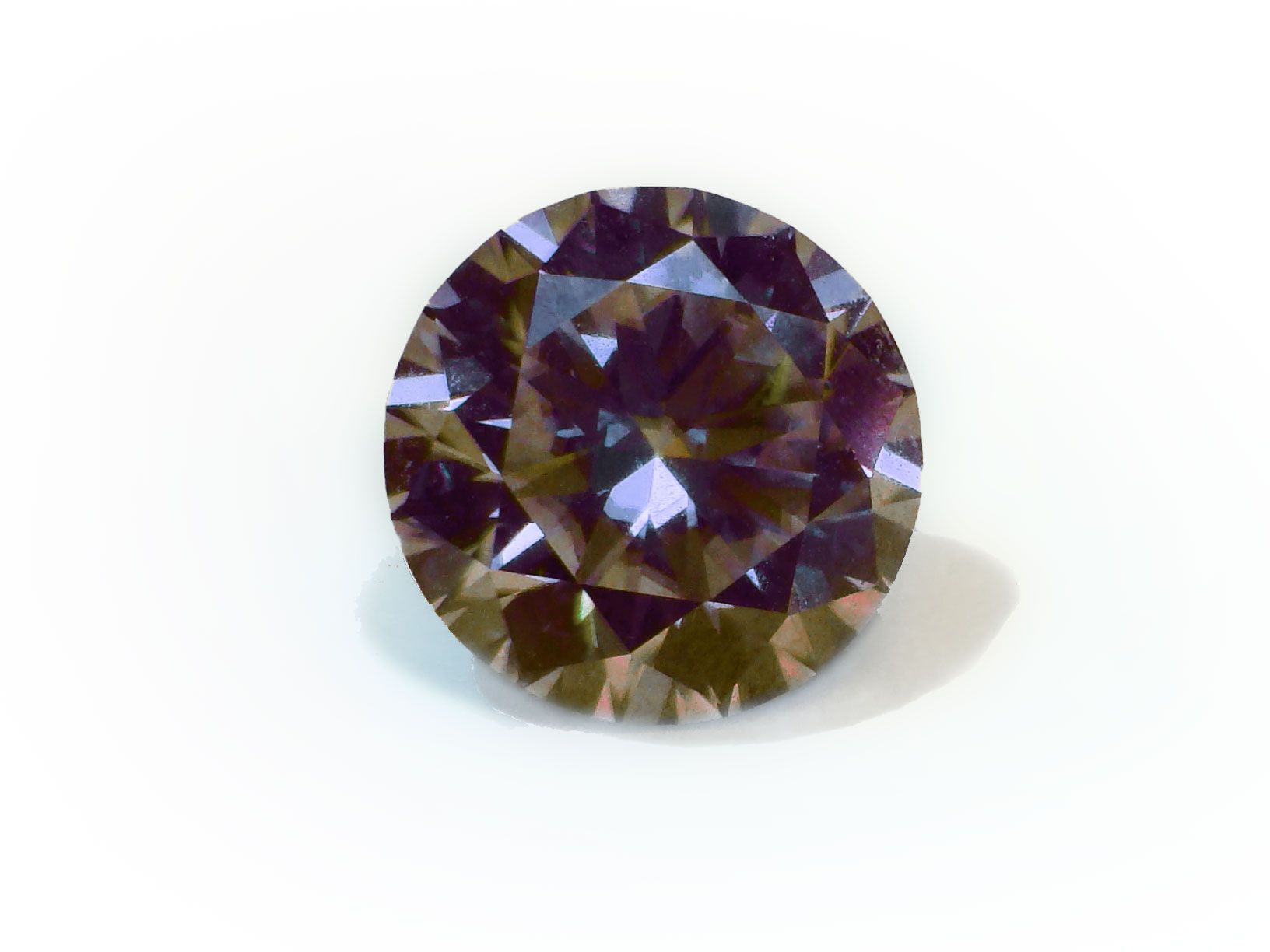
Синтетический карбид кремния: карборунд, муассанит (бриллиантовая огранка)

Карбору́нд — торговое и техническое название синтетического материала состава SiC, по составу и свойствам соответствующего минералу муассанит. Син: карбид кремния. В чистом виде представляет собой бесцветные кристаллы с алмазным блеском, технический продукт — зелёный (98-99% SiC) и чёрный (98% SiC).
К черному карбиду кремния относятся марки 52С, 52С, 54С, 55С, к зелёному — 62С, 63С, 64С.
Тугоплавок (температура плавления 2830 °C), химически стоек, по твёрдости уступает лишь алмазу и нитриду бора. Используется как абразивный материал и для изготовления деталей химической и металлургической аппаратуры, работающей в условиях высоких температур. Представляет собой широкозонный полупроводник (Eg=2,2÷3,2 эВ, в зависимости от модификации), использование которого перспективно в силовой и СВЧ-электронике в связи с высокими рабочими температурами, электрической прочностью и хорошей теплопроводностью. Широкая запрещённая зона даёт возможность использовать карбид кремния в качестве материала для высокоэффективных светодиодов (см. глобар), охватывающих весь видимый диапазон спектра. Использование  карбида кремния в качестве полупроводника в настоящее время только начинается в связи с трудностью получения его высококачественных монокристаллов.

## Характеристика материала
Карбид кремния:
- Плотность: 3,05 г/см³
- Состав: 93 % карбида кремния
- Предел прочности на изгиб: 320…350 МПа
- Предел прочности на сжатие: 2300 МПа
- Модуль упругости: 380 ГПа
- Твердость: 87…92 HRC
- Трещиностойкость: в пределах 3.5 — 4.5 МПа·м1/2,
- Коэффициент теплопроводности при 100 °C: 140—200 Вт/(м·К)
- Коэфф. теплового расширения при 20-1000 °C: 3,5…4,0 К−1⋅10−6
- Вязкость разрушения: 3,5 МПа·м1/2

Самосвязанный карбид кремния:
- Плотность: 3,1 г/см³
- Состав: 99 % карбида кремния
- Предел прочности на изгиб: 350—450 МПа
- Предел прочности на сжатие: 2500 МПа
- Модуль упругости: 390—420 ГПа
- Твердость: 90…95 HRC
- Трещиностойкость: в пределах 4 — 5 МПа·м1/2,
- Коэффициент теплопроводности при 100 °C: 80 — 130 Вт/(м·К)
- Коэффициент теплового расширения при 20-1000 °C: 2,8…4 К−1⋅10−6
- Вязкость разрушения: 5 МПа·м1/2

ВК6ОМ:
- Плотность: 14,8 г/см³
- Состав: карбид вольфрама
- Предел прочности на изгиб: 1700…1900 МПа
- Предел прочности на сжатие: 3500 МПа
- Модуль упругости: 550 ГПа
- Твердость: 90 HRA
- Трещиностойкость: в пределах 8-25 МПа·м1/2,
- Коэффициент теплопроводности при 100 °C: 75…85 Вт/(м·К)
- Коэффициент теплового расширения при 20-1000 °C: 4,5 К−1⋅10−6
- Вязкость разрушения: 10…15 МПа·м1/2

Силицированный графит СГ-Т:
- Плотность: 2,6 г/см³
- Состав: 50 % карбида кремния
- Предел прочности на изгиб: 90…110 МПа
- Предел прочности на сжатие: 300…320 МПа
- Модуль упругости: 95 ГПа
- Твердость: 50…70 HRC
- Трещиностойкость: в пределах 2-3 МПа·м1/2,
- Коэффициент теплопроводности при 10 °C: 100…115 Вт/(м·К)
- Коэффициент теплового расширения при 20-1000 °C: 4,6 К−1⋅10−6
- Вязкость разрушения: 3…4 МПа·м1/2

## Область применения
Па́ры трения в узлах торцевого уплотнения насосных агрегатов используются для перекачки нефтепродуктов, сжиженного газа. Созданы и укомплектованы деталями (крыльчатка, вал, пары трения) из карбида кремния химически стойкие насосы для работы в агрессивных средах. Пары трения из карбида кремния, взамен пропитанных бельтинговых опор в узлах осевых опор погружных насосах.
Карбид кремния также используется для изготовления сопел и форсунок для подачи газов в зону плавления стекла и металлов, спекания керамики.
- Сопла различных типоразмеров из карбида кремния:
  - для пескоструйных установок;
  - для высокотемпературных пескоструйных установок (температура песка около 1000 °C), используемых для очистки от нагара труб на предприятиях нефтедобывающей промышленности и нефтепереработки;
- для факелов газовых печей, в том числе стекловарочных печей с длительностью непрерывной работы более 2 лет;
- Конфузоры различных типоразмеров из карбида кремния для газовых стекловаренных печей для варки хрусталя
- Плиты различных типоразмеров из карбида кремния для футеровки печей с рабочей температурой до 1400 °C в воздушной среде и до 2000 °C в вакууме;
- В плавильных печах, где сплавляемый материал не реагирует с кремнием или карбидом кремния, он заменяет платину и графит;
- В индукционных печах по плавлению сплавов для корпусов часов,

тигли из карбида кремния,
- В ювелирных изделиях (синтетические кристаллы до 10 карат);
- Для изготовления бронепластин, для различных защитных систем;
- Считается перспективным материалом полупроводниковой промышленности:
  - Используется для производства лазеров;
  - Используется в производстве мощных светодиодов (до 9 ватт);
  - Активно проходят эксперименты с использованием материала в микроэлектронике;
- В качестве абразивов.
- наряду с фианитом, используется в ювелирных украшениях, как дешёвый аналог алмаза, причём благодаря высоким показателю преломления и дисперсии по «игре света» муассанит даже превосходит алмаз. Тем не менее, муассанит во много раз дороже фианита и лишь в несколько раз дешевле алмаза.